# NGC 6862
NGC 6862 في الفهرس العام الجديد، هي مجرة، تقع في كوكبة المرقب (كوكبة). اكتشفت في 9 يوليو 1834 بواسطة جون هيرشل.

## روابط خارجية
- NGC 6862 على موقع ويكي سكاي: DSS2, SDSS, GALEX, IRAS, Hydrogen α, X-Ray, Astrophoto, Sky Map, Articles and images